# Phisis pallida
Phisis pallida är en insektsart som först beskrevs av Walker, F. 1869.  Phisis pallida ingår i släktet Phisis och familjen vårtbitare. Inga underarter finns listade i Catalogue of Life.